# Kraftwerk Oberelchingen
Das Kraftwerk Oberelchingen ist ein Laufwasserkraftwerk der Obere Donau Kraftwerke.

## Beschreibung
Auf einer Strecke von 37 km wurden zwischen 1959 und 1965 sechs weitgehend baugleiche Laufwasserkraftwerke an der Donau unterhalb von Ulm errichtet. Die Obere Donau Kraftwerke AG, ein Tochterunternehmen der Rhein-Main-Donau GmbH, ist Bauherr und Eigentümer. Die Bayerische Elektrizitätswerke GmbH, eine 100%ige Tochtergesellschaft der ehemaligen Lech-Elektrizitätswerke AG (LEW) in Augsburg, führt den Betrieb. Das Oberelchinger Kraftwerk ist die erste Anlage der Kraftwerkskette, die sich nach Donauwörth erstreckt.
Das Kraftwerk ging 1960 in Betrieb und befindet sich bei Flusskilometer 2575,05.
Seit 2022 entstehen an den Oberen Donaukraftwerken Fischtreppen. Die Kosten der 6 Treppen belaufen sich auf ca. 16 Mio. Euro.

## Technik
Das Kraftwerk Oberelchingen verfügt über zwei senkrecht stehende Kaplan-Turbinen. Die mittlere jährliche Stromerzeugung beläuft sich auf 49,2 GWh. Das Kraftwerk ist in den Flusslauf einbezogen, wobei die zugehörige Wehranlage drei große Wehröffnungen besitzt, die zwischen 16 m und 19 m breit sind. Die Turbinen haben einen Laufraddurchmesser von 4180 mm.
Früher wurde die Kraftwerkskette im „Schwellbetrieb“ betrieben, wenn die Donau wenig Wasser führte. Ein Teil des Wassers wurde am oberen Wehr in Oberelchingen über Nacht aufgestaut. Während der vormittäglichen Lastspitze wurde dieser Wasserschwall durch die Kraftwerkskette geleitet, wodurch die volle Kraftwerksleistung ausgenutzt werden konnte.
Die Staustufe besteht aus dem am rechten Ufer gelegenen Krafthaus mit den zwei Kaplan-Turbinen und einem Wehr mit drei Feldern. Am nördlichen Ufer liegt die Schaltanlage mit Maschinentransformatoren zur Anbindung an eine 110-kV-Leitung.
Das mit zwei Turbinensätzen ausgestattete Kraftwerk ist ausgelegt für eine Ausbauwassermenge von 210 m³/s. Am linken Ufer befindet sich eine Schleuse mit 4 × 28 m.